# Cyrille Gossard

a Compétitions nationales et continentales officielles uniquement.

b Matchs officiels uniquement.
Cyrille Gossard, né le 7 février 1982 à Perpignan (Pyrénées-Orientales), est un joueur français de rugby à XIII.

## Carrière
Cyrille Gossard joue depuis 2006 sous les couleurs des Dragons Catalans en Super League. En août 2011, Cyrille Gossard a prolongé son contrat de deux ans avec la franchise catalane et verra celui-ci prendre fin en 2013.

## Palmarès
- 2007 : Finaliste de la Challenge Cup avec les Dragons Catalans.

## Distinctions personnelles
- 2010 : Participation à la coupe d'Europe des nations de rugby à XIII avec l'équipe de France.
- 2009 : Participation au tournoi des Quatre Nations avec l'équipe de France.

## Carrière internationale
- France : 5 sélections.

## Anciens clubs
- Avant 2004 :
- Saison 2004/2005 : USAP
- Saison 2005/2006 : Union Treiziste Catalane
- Saison 2006 : Dragons Catalans
- Saison 2007 : Dragons Catalans
- Saison 2008 : Dragons Catalans
- Saison 2009 : Dragons Catalans

## Statistiques en Super league
| Saison | Club             | Championnat  | Matchs | Essais | Transf. | Drops | Carton jaune | Carton rouge | Points |
| ------ | ---------------- | ------------ | ------ | ------ | ------- | ----- | ------------ | ------------ | ------ |
| 2006   | Dragons Catalans | Super League | 1      | 0      | 0       | 0     | 0            | 0            | 0      |
| 2007   | Dragons Catalans | Super League | 24     | 3      | 0       | 0     | 0            | 0            | 12     |
| 2008   | Dragons Catalans | Super League | 4      | 0      | 0       | 0     | 0            | 0            | 0      |
| 2009   | Dragons Catalans | Super League | 25     | 1      | 0       | 0     | 0            | 0            | 4      |
| 2010   | Dragons Catalans | Super League | -      | -      | -       | -     | -            | -            | -      |
| TOTAL  | TOTAL            | TOTAL        | 54     | 4      | 0       | 0     | 0            | 0            | 16     |